# Robert Chambeiron
Robert Chambeiron (ur. 22 maja 1915 w Paryżu, zm. 30 grudnia 2014 w Boulogne-Billancourt) – francuski polityk, działacz ruchu oporu podczas II wojny światowej i środowisk kombatanckich, deputowany krajowy, poseł do Parlamentu Europejskiego I i II kadencji.

## Życiorys
Pochodził z rodziny o tradycjach republikańskich. Po ukończeniu szkoły średniej pracował jako urzędnik, został bliskim współpracownikiem ministra lotnictwa Pierre Cota, uczestniczył m.in. w tajnym przekazaniu samolotów na rzecz walczącej z frankistami Drugiej Republiki Hiszpańskiej. W 1939 zmobilizowany, uczestniczył jako pilot w obronie Francji przed Niemcami. Po demobilizacji zaangażowany w ruch oporu. Związał się politycznie z Jeanem Moulinem, był kilkukrotnie jego delegatem, a w 1943 został zastępcą sekretarza generalnego kierowanej przez Moulina Krajowej Rady Ruchu Oporu (CNR), organu koordynacyjnego opozycję antyhitlerowską. Po wojnie przez wiele lat zaangażowany w ruch kombatancki, zmarł jako ostatni żyjący członek CNR. Od 1992 do 2010 był wiceprzewodniczącym stowarzyszenia kombatantów ANACR, po konflikcie wewnątrz niego założył konkurencyjne zrzeszenie ADVR. Opublikował także dwie książki.
Od listopada 1944 do sierpnia 1945 posłował w Tymczasowym Zgromadzeniu Konsultacyjnym z ramienia CNR, następnie od października 1945 do czerwca 1946 należał do Zgromadzenia Konstytucyjnego. W 1945 był delegatem związków zawodowych na zgromadzenie powołujące Organizację Narodów Zjednoczonych. W latach 1946–1951 i 1956–1958 zasiadał w Zgromadzeniu Narodowym początkowo z ramienia Partii Republikańskiej, Radykalnej i Radykalno-Socjalistycznej i następnie Unii Progresywnych Republikanów. Był sekretarzem generalnym federacyjnej Unii Progresywnej, jednak w praktyce blisko współpracował z Francuską Partią Komunistyczną. Pozostał następnie w bliskim sojuszu z komunistami, z ich listy (z rekomendacji Unii Progresywnej) w 1979 i 1984 uzyskiwał mandat posła do Parlamentu Europejskiego. Przystąpił do Grupy Sojuszu Komunistycznego.

## Odznaczenia
Odznaczony Legią Honorową I klasy (2001) i II klasy (1997), Krzyżem Wojennym (za lata 1939–1945) oraz Medalem Ruchu Oporu z rozetką.